# Тихомирова, Любовь Павловна
Любо́вь Па́вловна Тихоми́рова (род. 7 сентября 1978, Ленинград, РСФСР, СССР) — российская актриса театра и кино. Входила в труппу театра «Сатирикон» и театра имени Е. Б. Вахтангова. В настоящий момент актриса театра Антона Чехова. В 2007—2010 годах — актриса юмористического шоу «Слава Богу, ты пришёл!» на телеканале СТС. Президент международного детского фестиваля «Душевный» («Soulful»). Руководитель театра-студии «Душевный». Лауреат премии ТЭФИ в составе юмористического шоу «Слава Богу, ты пришёл!», 2008 года.

## Биография

### Ранние годы
Родилась 7 сентября 1978 года в Ленинграде. Мать — Елена, спортсменка, является инструктором по шейпингу и аэробике международного класса, с детства занималась в танцевальном ансамбле «Юный Ленинградец», где познакомилась с отцом Тихомировой. Отец — Павел, в настоящее время работает водителем маршрутного такси.
В 1985—1993 годах училась в средней школе № 147, а в 1993—1995 годах в средней школе № 431 Ленинграда/Санкт-Петербурга.
В дошкольном возрасте Любовь также стала участницей «Юного Ленинградца». Впервые вышла на сцену в составе этого коллектива в 4-летнем возрасте. До 10-летнего возраста занималась художественной гимнастикой и получила разряд кандидата в мастера спорта. Во время учёбы в третьем классе её за танцевальный талант без экзаменов пригласили вступить в Ленинградское хореографическое училище им. А. Я. Вагановой, но Любовь выбрала театральную карьеру. Позже, в 1991 году семиклассница Любовь Тихомирова стала ученицей киношколы «Кадр» при киностудии «Ленфильм». А через три года, учась в 9-м классе, девушка выдержала большой конкурсный отбор и стала учиться в лицее драматического искусства. В 1996 году переехала в Москву и поступила в Высшее театральное училище им. Б. В. Щукина на курс к Александру Граве, который окончила в 2000 году. Во время учёбы подрабатывала продажей проездных билетов студентам, а также по ночам в танцевальных шоу в стиле гоу-гоу.

### Карьера
В 1995 году работала в Театре пластической драмы (руководитель А. Макеев). В 1996—2000 годах — в театре имени Е. Б. Вахтангова. В 2000—2008 годах — актриса театра «Сатирикон». После «Сатирикона» с 2008 года работает в театре Антона Чехова под руководством Л. Трушкина и в независимых театральных проектах.
На телевидении в 2000—2006 годах была соведущей программы «Армейский магазин» на «Первом канале».
Официально дебютировала в кино в 1999 году в эротическом фильме «Особенности русской бани». В 2000 году получает главную роль в одной из серий сериала «Медики», затем поступает предложение от режиссёра Валерия Зеленского сняться в картине «Светские хроники» и во всех его последующих картинах. В 2004 году Тихомирова снялась в телесериале «Сёстры» в роли Маши.
В 2005 году снялась сразу в нескольких проектах: криминальном детективе «Сыщики районного масштаба» (в роли Лены), в картинах «Аэропорт» и «Даша Васильева. Любительница частного сыска».
Вслед за этим поступили предложения на главные роли, которые принесли актрисе широкую известность: 150-серийный проект «Любовь моя» (2005) (роль Веры).
В 2006 году Любовь Тихомирова снялась в документальном фильме «Про это, про поэта и про Лилю Брик», где исполнила главную роль. Этот фильм был номинирована на премию ТЭФИ.
В 2007—2010 годах работала в развлекательной программе «Слава Богу, ты пришёл!», лауреате телевизионной премии ТЭФИ в 2008 году на канале СТС. Параллельно с проектом активно снимается в фильмах и сериалах.
В 2007 году снялась в главных ролях в сериалах «Взрослая жизнь девчонки Полины Субботиной» и «Я — телохранитель».
В 2011 году Любовь снялась в популярных сериалах — «Условия контракта» и «Молодожёны», где она сыграла главную роль Леры Хорохординой.
В 2013 году снялась в сериале Валерия Шалыги — «1943», в одной из главных ролей.
В 2015 году Тихомирова вместе с супругом учредили международный детский фестиваль «Душевный» («Soulful»), в котором Тихомирова является президентом. Позже был создан и одноимённый детский театр-студия, в котором Тихомирова преподаёт актёрское мастерство, а Ласло Долински — вокал. Помимо этого в театре «Душевный» преподаются и иные дисциплины творческого направления.
В настоящее время, помимо съёмок, занята в нескольких антрепризных проектах, служит в театре Антона Чехова, преподаёт в театре-студии, занимается благотворительностью. Входит в попечительский совет православного фестиваля «Радость добрых дел» и фонда «Полноценная жизнь».
15 февраля 2019 года приняла участие в телепередаче «Судьба человека с Борисом Корчевниковым».

### Личная жизнь
В июне 2013 года вышла замуж за Ласло Долински, дирижёра-хормейстера, музыкального руководителя Театра Стаса Намина и преподавателя музыкальных дисциплин в ГИТИСе; 14 июля того же года пара обвенчалась в храме Софии Премудрости Божией в Средних Садовниках, приурочив к этому событию запись песни и клипа «Синее море». 5 сентября 2014 года у них родилась дочь Любава. Весной 2019 года Тихомирова и Долински развелись.

## Работы

### Фильмография
| Год       |     | Название                                       | Роль                                              |
| --------- | --- | ---------------------------------------------- | ------------------------------------------------- |
| 1998      | ф   | Масленица                                      | девушка в парилке                                 |
| 1999      | ф   | V Степень Порочности                           | писательница                                      |
| 1999      | ф   | Особенности русской бани                       | банница                                           |
| 2000      | ф   | Особенности банной политики                    | жена полковника                                   |
| 2001      | с   | Медики                                         | Роза                                              |
| 2002      | ф   | Светские хроники                               | Катя                                              |
| 2004      | ф   | Любовные авантюры                              | Аллума                                            |
| 2004      | с   | Молоды и счастливы                             | танцовщица Кларочка                               |
| 2004      | с   | Сёстры                                         | Маша Шершнёва                                     |
| 2005      | с   | Аэропорт                                       | Вера Дроздова                                     |
| 2005      | с   | Жених для Барби                                | Леночка                                           |
| 2005      | с   | Любовь моя (телесериал)                        | Вера                                              |
| 2005      | ф   | Попса                                          | Фанатка                                           |
| 2005      | ф   | Сыщики районного масштаба                      | Лена                                              |
| 2005      | с   | Херувим                                        | медсестра Катя                                    |
| 2006      | с   | Виола Тараканова. В мире преступных страстей 3 | Алина Гадаева                                     |
| 2006      | с   | Карамболь                                      | секретарша Лена                                   |
| 2006      | ф   | Кружовник                                      | Серафима                                          |
| 2006      | док | Про это, про поэта и про Лилю Брик             | Лиля Брик                                         |
| 2006      | с   | Провинциальные страсти                         | Рита Тушина                                       |
| 2007      | с   | Взрослая жизнь девчонки Полины Субботиной      | Полина Субботина                                  |
| 2007      | с   | Затмение                                       | Катя                                              |
| 2007      | ф   | Синьор Тодеро хозяин                           | Чечилия                                           |
| 2007      | с   | Я — телохранитель                              | Рита Алтунина                                     |
| 2008      | ф   | Девять признаков измены                        | Рита                                              |
| 2008      | с   | Колдовская любовь                              | Лизка                                             |
| 2008      | ф   | Новые времена, или Биржа недвижимости          | секретарь Лена                                    |
| 2008      | с   | Украсть у…                                     | Женя Нефёдова                                     |
| 2009      | с   | Разлучница                                     | Аллочка                                           |
| 2009—2016 | с   | Воронины                                       | Василина                                          |
| 2011—2013 | с   | Условия контракта                              | Лена                                              |
| 2011      | с   | Мужчина во мне                                 | Люся                                              |
| 2011      | с   | Молодожёны                                     | Лера                                              |
| 2012      | с   | Всегда говори всегда-8                         | Нина Анохина                                      |
| 2012      | с   | Обратная сторона Луны                          | Валентина                                         |
| 2013      | с   | 1943                                           | Галка                                             |
| 2014      | с   | Верь мне                                       | Света                                             |
| 2014      | ф   | Кавказская пленница!                           | жена Джабраила                                    |
| 2014      | с   | Улыбка пересмешника                            | Карина                                            |
| 2014      | ф   | Я всё преодолею                                | Света                                             |
| 2015      | с   | Ведьма                                         | Роза                                              |
| 2018      | ф   | Однажды в Америке, или Чисто русская сказка    | Тюк-Матюк                                         |
| 2019      | с   | Такая как все                                  | Вера                                              |
| 2024      | с   | Тётя Марта                                     | преподаватель школы приёмных родителей (21 серия) |

### Театр
- В составе Театра имени Е. Вахтангова

«Цилиндр», «Принцесса Турандот», «За двумя зайцами», «Пиковая дама», «Левша».
- В составе театра «Сатирикон»

«По семейным обстоятельствам», «Дорогая Памела», «Очаровательные Рогоносцы», «Идеальная жена», «Музыкальный спектакль» «Моя прекрасная Кэт» (ассистент Люба), «Раневская. Одинокая насмешница», «Жениться нельзя расстаться», «Двор без качелей» и другие. Так же входила в состав труппы Константина Райкина.
- В составе театра имени Антона Чехова

«Все, как у людей» и «Ужин с дураком».